# کرتاسه پسین
| سامانه  | ردیف    | اشکوب      | سن (میلیون سال) |
| ------- | ------- | ---------- | --------------- |
| پالئوژن | پالئوسن | دانین      | → پس از آن      |
| کرتاسه  | پسین    | ماستریختین | ۶۶–۷۲,۱         |
| کرتاسه  | پسین    | کامپانین   | ۷۲,۱–۸۳,۶       |
| کرتاسه  | پسین    | سانتونین   | ۸۳,۶–۸۶,۳       |
| کرتاسه  | پسین    | کنیاسین    | ۸۶,۳–۸۹,۸       |
| کرتاسه  | پسین    | تورونین    | ۸۹,۸–۹۳,۹       |
| کرتاسه  | پسین    | سنومانین   | ۹۳,۹–۱۰۰,۵      |
| کرتاسه  | پیشین   | آلبین      | ۱۰۰,۵–~۱۱۳      |
| کرتاسه  | پیشین   | آپتین      | ~۱۱۳–~۱۲۵       |
| کرتاسه  | پیشین   | بارمین     | ~۱۲۵–~۱۲۹,۴     |
| کرتاسه  | پیشین   | هاتریوین   | ~۱۲۹,۴–~۱۳۲,۹   |
| کرتاسه  | پیشین   | والانجینین | ~۱۳۲,۹–~۱۳۹,۸   |
| کرتاسه  | پیشین   | بریاسین    | ~۱۳۹,۸–~۱۴۵     |
| ژوراسیک | پسین    | تیتونین    | → پیش از آن     |

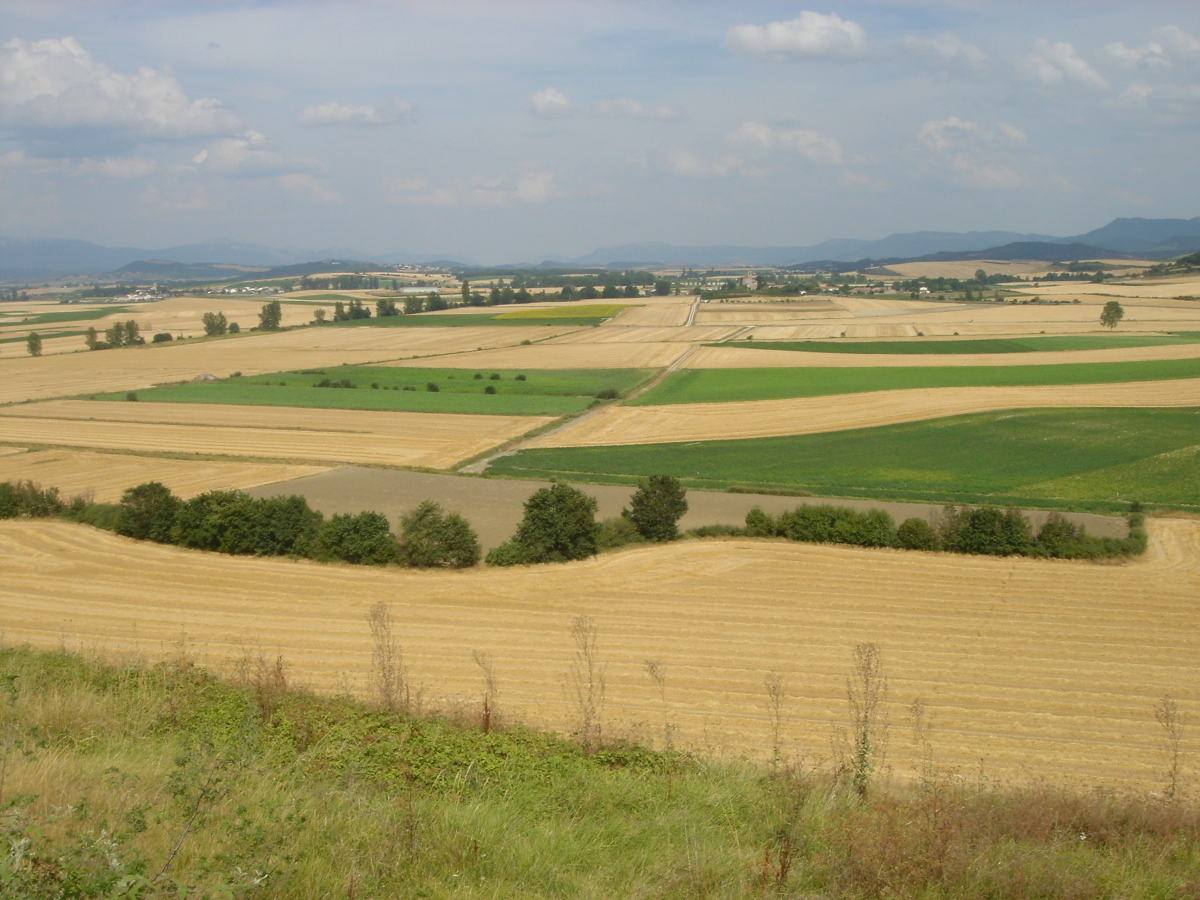
Arabako lautada Gasteiztik ikusia

کرتاسه پسین (۱۰۰٫۵–۶۶ میلیون سال پیش) جوان‌ترین دور از دو دوره کرتاسه، در مقیاس زمانی زمین‌شناسی است. لایه‌های سنگی باقی‌مانده از این دوران ردیف‌های کرتاسه بالایی را تشکیل می‌دهند. نام کرتاسه از سنگ آهک سفید گچی‌رنگ که به فراوانی در شمال فرانسه یافت می‌شود و مربوط به این دوران می‌باشد، گرفته شده است.
در هنگام کرتاسه پسین، خشکی‌ها و دریاها به حرکت و جابجایی خود ادامه دادند. دمای زمین در این زمان به سوی خنک‌تر شدن و آب و هوای فصلی میل کرد. این هنگامی بود که جانوران و گیاهان نوینی پا بر زمین گذاشتند و مجموعه شگفت‌آوری از دایناسورها پدید آمدند. بعضی از این دایناسورها به نسبت پیشرفته بودند و از فرزندان خود مراقبت می‌کردند. با پایان دوره کرتاسه، دایناسورها نیز برای همیشه از روی زمین ناپدید شدند.